# 57. pr. Kr.
◄ | 2. stoljeće pr. Kr. | 1. stoljeće pr. Kr. | 1. stoljeće | ►
◄ | 80-ih pr. Kr. | 70-ih pr. Kr. | 60-ih pr. Kr. | 50-ih pr. Kr. | 40-ih pr. Kr. | 30-ih pr. Kr. | 20-ih pr. Kr. | ►
◄◄ | ◄ | 60. pr. Kr. | 59. pr. Kr. | 58. pr. Kr. | 57 pr. Kr. | 56. pr. Kr. | 55. pr. Kr. | 54. pr. Kr. | ► | ►►
Astronomija

## Događaji
- Julije Cezar pokorava Belgiju (kao dio Galije) i ustrojava provinciju Gallia Belgica sa sjedištem u današnjem Reimsu.
- Mitridat III. Partski i Orod II. Partski ubili oca Fraata III. te došli na vlast u Partskom Carstvu.

## Smrti
- Fraat III. Partski, vladar Partskog Carstva